# John Lounsbery
John Mitchell "John" Lounsbery (9 maart 1911 - 13 februari 1976) was een Amerikaanse tekenaar, werkzaam bij The Walt Disney Company.
Hij werd geboren in Cincinnati, in de staat Ohio. Na een tijdje aan de tekenschool te hebben gezeten in Los Angeles, werd hij, op aanraden van een leerkracht, naar de studio van Walt Disney gestuurd, waar hij in 1935 werd aangenomen. Wegens zijn talent behoorde hij tot de groep van de zogeheten Nine Old Men. In zijn laatste jaren bij Disney was hij ook werkzaam als regisseur. Zo regisseerde hij The Many Adventures of Winnie the Pooh en The Rescuers. Hij overleed in 1976.
- Biblioteca Nacional de España: XX1413593
- Bibliothèque nationale de France: cb14116919f (data)
- Gemeinsame Normdatei: 143550802
- International Standard Name Identifier: 0000 0000 5410 0171
- Library of Congress Control Number: no2003057457
- Nationale Bibliotheek van Tsjechië: xx0192315
- Nederlandse Thesaurus van Auteursnamen: 072218010
- SNAC: w6z978rf
- Union List of Artist Names: 500486590
- Virtual International Authority File: 7080146
- WorldCat: E39PBJgxv4TwYFdhp4gMbdBMfq